# Дубцова Ірина Вікторівна
Ірина Вікторівна Дубцова (14 лютого 1982, Волгоград) — російська співачка, поетеса і автор пісень, випускниця та переможниця «Фабрики зірок — 4», фіналіст проєкту «Фабрика зірок. Повернення». Колишній член журі ТВ проєкту Х-Фактор (Україна). Переможниця проєкту «Точь-в-точь». Підтримує путінський режим та війну Росії проти України.
З 7 січня 2023 року перебуває під санкціями РНБО за антиукраїнську діяльність.

## Кар'єра

### Ранні роки
Народилася 14 лютого 1982 року у Волгограді, РРФСР, СРСР.

### Фабрика Зірок
3 березня 2006 року у него народився син Артем..

### 2008—2016
1 грудня 2012 року в прямому ефірі шоу Х-Фактор Ірина, в дуеті з переможцем 2-го сезону шоу Віктором Романченком, виконує пісню «Живи», яку вона написала на честь Всесвітнього дня боротьби зі СНІДом.
2014 рік почався для артистки з великого шоу «Точь-в-точь» для Першого каналу, де вона виступає учасником проєкту і стає переможцем за підсумками проєкту. 
12 березня Ірина Дубцова відзначає 10-річчя сольної кар'єри. До речі, в цей же день відбулася прем'єра нового кліпу на дуетну композицію з Любов'ю Успенською «Я теж його люблю».
Ірина отримує перемогу в номінації «Улюблений суддя шоу» на щорічній премії «Телезірка» (Україна).
22 липня на сцені концертного залу «Дзінтарі» і в прямому ефірі міжнародного конкурсу «Нова хвиля 2014», Ірина і відомий на всю Європу DJ Леонід Руденко випускають спільний сингл «Згадувати».
2014 рік завершує участю у великому проєкті Першого каналу «Три акорди»
28 березня 2015 року в концертному залі Crocus City Hall відбувся грандіозний сольний концерт, який зібрав понад 6 000 глядачів.
8 квітня 2016 року в Гомелі було зірвано концерт співачки через її неадекватну поведінку. Організатори заявляють, що причиною стала алергія на цвітіння берези. Багато глядачів, що побували там, заявляють, що причиною всьому алкогольне сп'яніння. У зв'язку з цим весь гастрольний тур по Білорусі був скасований.

## Особисте життя
Була одружена (2004—2008 рр.) з солістом групи «Plazma» («Slow Motion») Романом Чернициним. Від шлюбу з Романом Чернициним є син — Артем Черницин (народ. 3 березня 2006 року).

## Дискографія
- (2005) Про Нього
- (2007) Вітри
- (2008) Про Кохання

## Відеографія

### У складі групи «Дівчата»
- 1999 — «Я хочу бути пташкою»
- 2000 — «Говорила мама (У-ла-ла)»

### У складі групи «Давай! Давай!»
- 2001 — «Насоси»
- 2002 — «Зверни увагу»

### У кліпах інших виконавців
- 2000 — Іванушки International — Навіщо ви, дівчата, любите білявих (у складі групи «Дівчатка»)